# 鼎湖紫珠
鼎湖紫珠（学名：Callicarpa tingwuensis）为马鞭草科紫珠属的植物，为中国的特有植物。分布于中国大陆的广东等地，常生于林中，目前尚未由人工引种栽培。